# Paolo Dall’Oglio

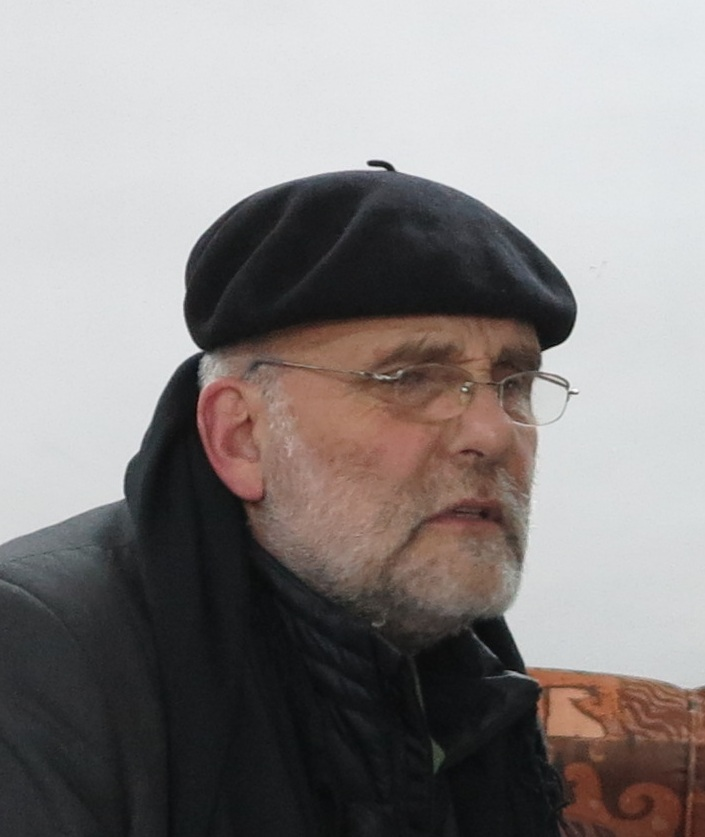
Paolo Dall’Oglio im Dezember 2012 im Irak

Paolo Dall’Oglio (* 17. November 1954 in Rom) ist ein italienischer Jesuit und Islamwissenschaftler. Dall’Oglio wurde in den 1980er Jahren als Neubegründer des syrisch-katholischen Dair Mar Musa al-Habaschi („Kloster des heiligen Moses von Abessinien“) in der Wüste nördlich von Damaskus in Syrien bekannt. Die Gemeinschaft steht offen auch für Christen aus altorientalischen, orthodoxen und anderen Kirchen. Paolo Dall’Oglio widmet sich in besonderer Weise dem Dialog mit dem Islam. Seine offene Anklage der Verbrechen gegen die Menschlichkeit durch das syrische Regime im Zuge des im Jahr 2011 ausgebrochenen Bürgerkrieges in Syrien führte zu seiner Ausweisung. Die Abschiebung wurde am 12. Juni 2012 vollzogen. Ende Juli 2013 betrat er Rebellengebiet im Osten Syriens und wurde dort durch Mitglieder der Organisation Islamischer Staat im Irak und der Levante entführt, während er in Raqqa unterwegs war.

## Leben
Paolo Dall’Oglio trat 1975 in den Jesuitenorden ein. Er verbrachte das Noviziat in Italien, bevor er seine Studien der Arabistik und der Islamwissenschaft in Beirut und Damaskus begann.
In 1982 erschloss er die Ruine des alten syrischen Klosters Dair Mar Musa al-Habaschi, das auf eine Einsiedelei des heiligen Moses von Abessinien aus dem 6. Jahrhundert zurückzuführen ist und seit dem 17. Jahrhundert verlassen war.
1984 wurde Dall’Oglio als Priester im syrisch-katholischen Ritus ordiniert. Im selben Jahr erwarb er Studienabschlüsse in Arabistik und Islamwissenschaft an der Universität Neapel L’Orientale wie auch in katholischer Theologie an der Päpstlichen Universität Gregoriana.
1986 erwarb er einen weiteren Masterabschluss in Missionswissenschaft an der Päpstlichen Universität Gregoriana.
1989 wurde er an derselben Päpstlichen Universität Gregoriana zum Doktor promoviert. Seine Dissertation schrieb er zum Thema „Die Hoffnung im Islam“.
1992 gründete er die gemischte klösterliche und ökumenische Gemeinschaft al-Khalil („der Freund Gottes“ – biblischer und koranischer Beiname für den Patriarchen Abraham in arabischer Sprache), die dem islamisch-christlichen Dialog gewidmet ist und dessen erstes Kloster im neubesiedelten Dair Mar Musa al-Habaschi eröffnet wurde.
2009 erhielt er die Ehrendoktorwürde der Université catholique de Louvain.
Er arbeitet regelmäßig für die Zeitschrift Popoli, die 1915 gegründete internationale Zeitschrift der italienischen Jesuiten.
2012 erhielt er den Friedenspreis der Region Lombardei, der jedes Jahr für Friedensleistungen verliehen wird.

## Ausweisung aus Syrien 2012
Er leitete die Renovierung des historischen Klosters Mar Elian aus dem 4. Jahrhundert in Karjatain. Im Jahr 2011 schrieb er einen Artikel, in dem er eine friedliche Lösung für den Bürgerkrieg in Syrien vorschlug. Er forderte darin einen politischen Übergang zu einer demokratischen Struktur des Landes. Dies solle auf einem Konsens der verschiedenen Akteure basieren, der die sensible soziale und religiöse Koexistenz in Syrien berücksichtige. Es folgte eine scharfe Reaktion des Assad-Regimes, die zur Ausweisung von Dall’Oglio aus Syrien führte. Dessen ungeachtet fühlte sich Dall’Oglio im Dezember 2011 nicht an die Ausweisung gebunden und hielt sich weiterhin in Syrien auf.

## Entführung im Juli 2013
Ende Juli 2013 betrat er das Rebellengebiet im Osten Syriens und wurde dort von Mitgliedern der Organisation Islamischer Staat im Irak und der Levante entführt, während er in Raqqa unterwegs war. Berichte, er sei exekutiert worden, sind unbestätigt.

## Schriften
- Oser l’Oecuménisme. Beitrag von P. Paolo Dall’Oglio zum Kolloquium Quel avenir pour les chrétiens d’Orient ? Paris, 16./17. November 2007 (online, abgerufen am 8. Januar 2025).
- Amoureux de l’islam, croyant en Jésus, in Zusammenarbeit mit Églantine Gabaix-Hialé, Vorwort von Régis Debray. L’Atelier, Paris 2009, ISBN 978-2-7082-4044-5.
  - In Love with Islam, Believing in Jesus. Aus dem Französischen ins Englische übersetzt von Richard Kimball, Marie Salaün und Masha Refka. Peter Lang, Oxford 2023, ISBN 978-1-78997-996-1.
- La démocratie consensuelle, pour l’unité nationale, 27. Juli 2011 (französisch).